# Печерская площадь
Пече́рская площадь — площадь в Печерском районе Киева.
Расположена между улицами Немировича-Данченко, Панаса Мирного, Гусовского, Александра Копиленко, переулком Кутузова и улицей Лескова. На площади находятся: рынок, супермаркет «Велика кишеня» (бывший универсам «Печерский», открыт в 1983 году; на момент открытия — крупнейший в городе), Высший хозяйственный суд Украины.

## История
Возникла в 1830-е годы.
В документах XIX столетия площадь обозначали как Новый базар, Печерский базар, Торговая площадь, Печерская площадь. На карте Киева 1924 года отмечена как Базарная площадь. В 1926 году горсовет вынес решение про переименование Печерской площади в площадь Восстания сапёров, в память о восстании, произошедшем в Киеве 18 ноября 1905 года под руководством поручика Б. Жадановского и подавленном царскими войсками. Казармы 3-й сапёрной бригады и 5-го понтонного полка — инициаторов восстания, размещались на территории Печерска. Постановление о переименовании площади исполнено не было.
C 1839 по 1935 годы на площади находилась церковь Святой Ольги.

## Транспорт
- Станция метро «Печерская» (0,7 км).